# Neudörfchen (Frankenberg)
Neudörfchen ist ein zum Ortsteil Dittersbach gehöriger Ort der Stadt Frankenberg/Sa. im sächsischen Landkreis Mittelsachsen. Neudörfchen wurde am 1. Juli 1934 nach Dittersbach eingemeindet, welches wiederum am 1. Januar 1995 nach Frankenberg eingemeindet wurde.

## Geographie

### Geographische Lage und Verkehr
Neudörfchen liegt im Nordosten der Stadt Frankenberg/Sa. Durch den Ort fließt der Lützelbach, der südlich von Sachsenburg in die Zschopau mündet.
Neudörfchen liegt zwischen der Bundesautobahn 4 im Westen und der Bundesstraße 169 und der Bahnstrecke von Niederwiesa nach Hainichen im Osten.

### Nachbarorte
| Irbersdorf      | Gersdorf                                    |              |
| Sachsenburg     | Kompassrose, die auf Nachbargemeinden zeigt | Berthelsdorf |
| Frankenberg/Sa. | Dittersbach                                 |              |

## Geschichte

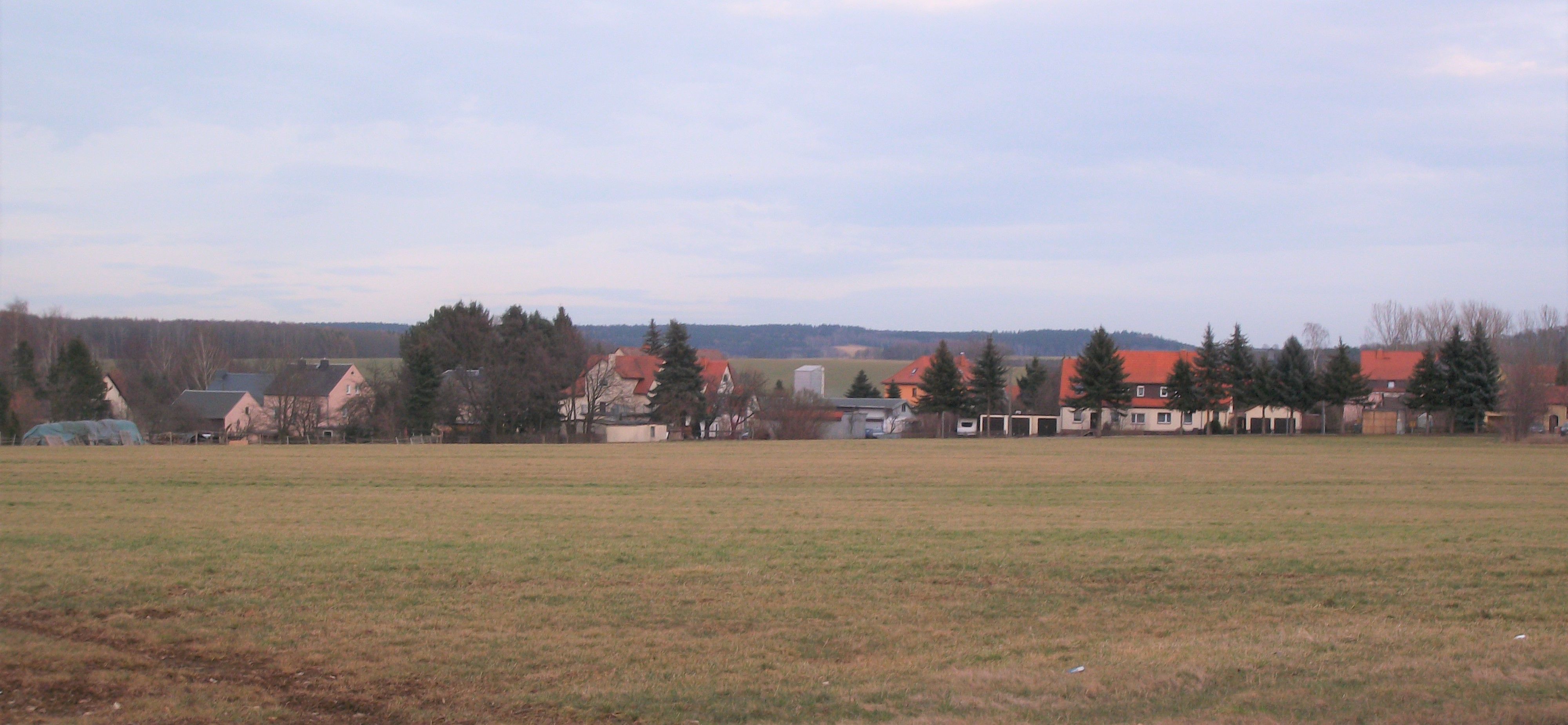
Ortsansicht von Neudörfchen

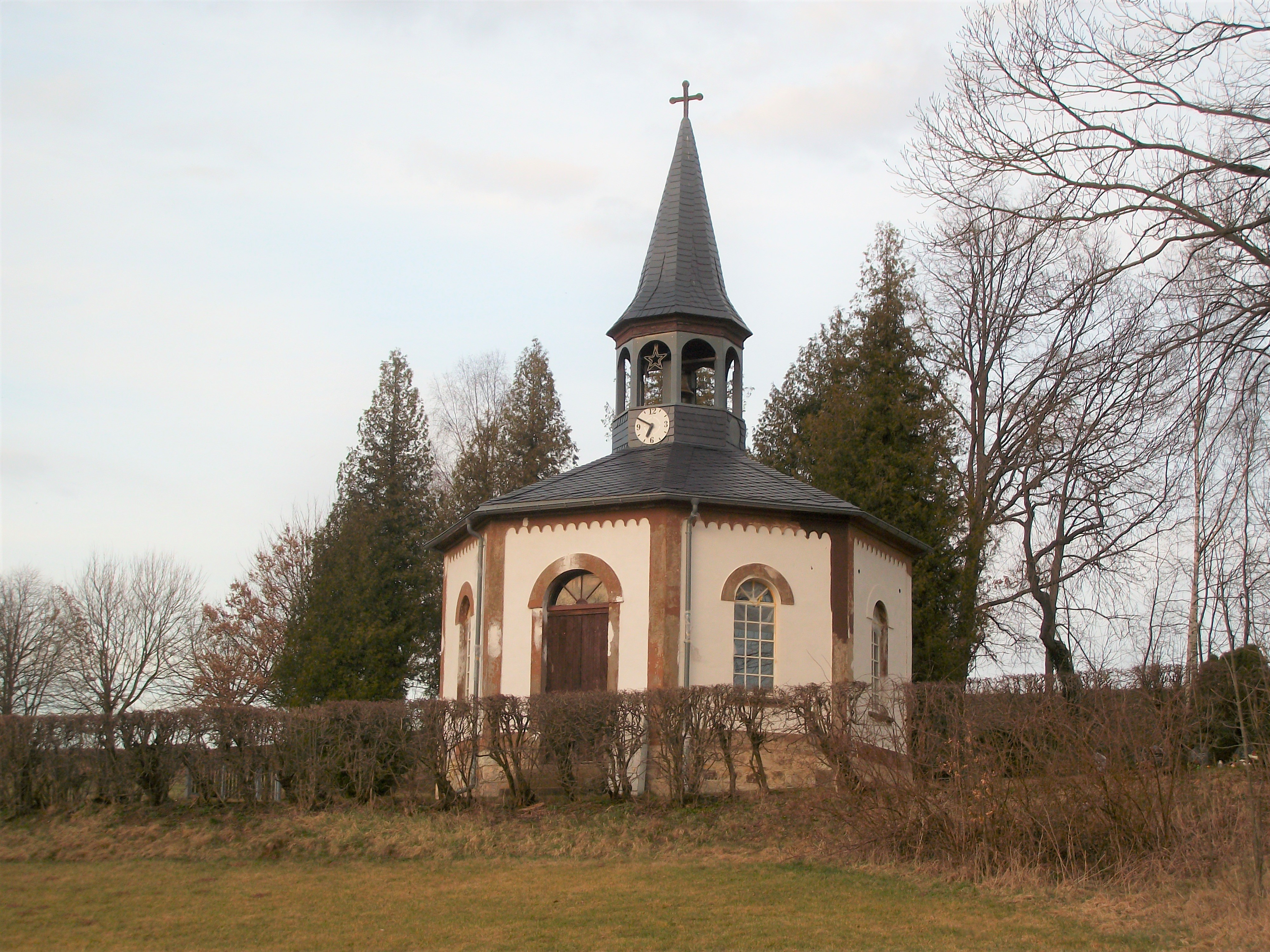
Neudörfchen, Friedhofskapelle

Neudörfchen wurde im Jahr 1288 als „Nuwendorf“ erwähnt. Im 14. Jahrhundert war Neudörfchen zeitweise eine Wüstung. Der Ort gehörte ursprünglich zum Besitz des Klosters Altzella, aus dessen säkularisierten Besitz im Jahr 1540 das Amt Nossen gebildet worden war. Kirchlich gehört der Ort seit jeher zu Frankenberg. Bezüglich der Grundherrschaft unterstand Neudörfchen nach 1551 dem Schloss Sachsenburg, welches im Besitz der Herren von Schönberg war. Im Jahr 1610 kam Neudörfchen mit dem durch Erbteilung entstandenen Amt Sachsenburg durch Verkauf von den Herren von Schönberg an den sächsischen Kurfürsten Johann Georg I. Im Jahr 1633 wurden die Ämter Frankenberg und Sachsenburg zum Amt Frankenberg-Sachsenburg vereinigt. Neudörfchen wurde im Jahr 1764 als Amtsdorf geführt. Neudörfchen gehörte bis 1856 zum kursächsischen bzw. königlich-sächsischen Amt Frankenberg-Sachsenburg. Ab 1856 gehörte der Ort zum Gerichtsamt Frankenberg und ab 1875 zur Amtshauptmannschaft Flöha.
Am 1. Juli 1934 erfolgte die Eingemeindung nach Dittersbach. Mit der zweiten Kreisreform in der DDR kam Neudörfchen als Teil der Gemeinde Dittersbach im Jahr 1952 zum Kreis Hainichen im Bezirk Chemnitz (1953 in Bezirk Karl-Marx-Stadt umbenannt), der 1990 als sächsischer Landkreis Hainichen weitergeführt wurde und 1994 im Landkreis Mittweida bzw. 2008 im Landkreis Mittelsachsen aufging. Die Gemeinde Dittersbach wurde am 1. Januar 1995 nach Frankenberg/Sa. eingemeindet. Seitdem bildet Neudörfchen einen Teil des Ortsteils Dittersbach.